# Erin Toughill
Erin Young Toughill (Chicago, Illinois; 13 de junio de 1977) es una boxeadora y artista marcial mixta estadounidense retirada de la competición. Toughill también participó como la gladiadora Steel durante la segunda temporada del programa de televisión American Gladiators.

## Carrera como boxeadora
Tras debutar con una derrota Toughill se mantuvo invicta con una racha de seis victorias, un empate y un combate cancelado en el que se disputaba el título de peso súper mediano de la WIBF (Federación Internacional de Boxeo Femenino) contra Jacqui Frazier-Lyde, el combate fue cancelado debido a un corte que Toughill sufrió en la frente a causa de un cabezazo accidental que le propinó su rival.
El 11 de junio de 2005 Toughill disputaba el doble título compuesto por el título intercontinental de peso súper mediano de la WIBA (Asociación Internacional de Boxeo Femenino) y el título de peso súper mediano femenino del WBC contra Laila Ali pero Toughill terminó siendo derrotada por nocaut técnico. Su último combate de boxeo fue el 31 de agosto de 2006 en el que se disputaba la revancha contra Laura Ramsey a quien ya había derrotado previamente a principios del año. Toughill perdió la pelea por nocaut técnico en el primer asalto y poco después, en 2007, decidió retirarse con un récord de 7 victorias, 3 derrotas, 1 empate y 1 cancelado.

## Carrera como artista marcial mixta
Tras lograr un récord inicial de 1-1-1 en sus primeros tres combates, Toughill ganó cinco combates consecutivos llegando a la final del Torneo Mundial Remix de Smackgirl donde sería derrotada por Megumi Yabushita quedando así subcampeona del torneo. Casi dos años después combatió una vez más anotándose una victoria por TKO sobre la norteamericana Jen Case en su único combate en 2006.
En 2007, Toughill anunció su retiro tanto del boxeo como de las artes marciales mixtas pero un año más tarde Toughill salió de su retiro de las artes marciales mixtas para enfrentarse a Jan Finney a la que derrotó mediante decisión unánime. Durante el año 2009 se iba a enfrentar a Adrienna Jenkins pero una lesión de su rival provocó que Karen Williams tuviera que sustituirla, Toughill derrotó a Williams por TKO y tres meses más tarde derrotaría también a Emily Thompson por decisión unánime.
Toughill se ofreció para enfrentar a Cristiane Justino en un combate a finales del 2010 pero nunca llegó a disputarse por no haber llegado a un acuerdo.
El 9 de abril de 2011 se enfrentaría a Ashley Sánchez frente a la que cosechó la tercera derrota de su carrera.

## Campeonatos y logros
- Boxeo
  - Disputa del título de peso súper mediano de la WIBF (2002)
  - Disputa del título intercontinental de peso súper mediano de la WIBA (2005)
  - Disputa del título de peso súper mediano femenino del WBC (2005)

- Artes marciales mixtas
  - Cinturón marrón en Jiu-jitsu brasileño
  - Finalista del Torneo Mundial ReMix de peso libre de Smackgirl (2004)

## Récord en artes marciales mixtas
| Resultado | Récord | Oponente             | Método                        | Evento                          | Fecha                    | Asalto | Tiempo | Localización        | Notas                                                                |
| --------- | ------ | -------------------- | ----------------------------- | ------------------------------- | ------------------------ | ------ | ------ | ------------------- | -------------------------------------------------------------------- |
| Derrota   | 10-3-1 | Ashley Sánchez       | Decisión (unánime)            | Freestyle Cage Fighting 46      | 9 de abril de 2011       | 3      | 5:00   | Shawnee, Oklahoma   |                                                                      |
| Victoria  | 10-2-1 | Emily Thompson       | Decisión (unánime)            | PFC 13: Validation              | 8 de mayo de 2009        | 3      | 3:00   | Lemoore, California |                                                                      |
| Victoria  | 9-2-1  | Karen Williams       | TKO (golpes)                  | PFC: Best of Both Worlds        | 6 de febrero de 2009     | 1      | 2:06   | Lemoore, California |                                                                      |
| Victoria  | 8-2-1  | Jan Finney           | Decisión (unánime)            | PFC 11 - All In                 | 20 de noviembre de 2008  | 3      | 3:00   | Lemoore, California |                                                                      |
| Victoria  | 7-2-1  | Jen Case             | TKO (golpes)                  | VF - Showdown at Cache Creek II | 15 de septiembre de 2006 | 2      | 2:22   | Brooks, California  |                                                                      |
| Derrota   | 6-2-1  | Megumi Yabushita     | Descalificación (codazos)     | Smackgirl - World ReMix 2004    | 19 de diciembre de 2004  | 1      | 2:39   | Shizuoka, Japón     | Final del Torneo Mundial ReMix de peso libre de Smackgirl            |
| Victoria  | 6-1-1  | Marloes Coenen       | KO (golpe)                    | Smackgirl - World ReMix 2004    | 19 de diciembre de 2004  | 1      | 5:00   | Shizuoka, Japón     | Semifinal del Torneo Mundial ReMix de peso libre de Smackgirl        |
| Victoria  | 5-1-1  | Miwako Ishihara      | TKO (detención en la esquina) | Smackgirl - World ReMix 2004    | 19 de diciembre de 2004  | 1      | 0:27   | Shizuoka, Japón     | Cuartos de final del Torneo Mundial ReMix de peso libre de Smackgirl |
| Victoria  | 4-1-1  | Miwako Ishihara      | Decisión (unánime)            | Smackgirl - Dynamic             | 1 de septiembre de 2002  | 3      | 5:00   | Shizuoka, Japón     |                                                                      |
| Victoria  | 3-1-1  | Kaoru Ito            | Decisión (unánime)            | W - Fusion                      | 27 de julio de 2001      | 3      | 5:00   | Tokio, Japón        |                                                                      |
| Victoria  | 2-1-1  | Megumi Yabushita     | Sumisión (armbar)             | ReMix - Golden Gate 2001        | 3 de mayo de 2001        | 2      | 3:08   | Japón               |                                                                      |
| Derrota   | 1-1-1  | Svetlana Goundarenko | Sumisión (scarf hold armlock) | ReMix - World Cup 2000          | 5 de diciembre de 2000   | 1      | 2:47   | Tokio, Japón        |                                                                      |
| Victoria  | 1-0-1  | Irina Rodina         | Decisión (dividida)           | ReMix - World Cup 2000          | 5 de diciembre de 2000   | 2      | 5:00   | Tokio, Japón        |                                                                      |
| Empate    | 0-0-1  | Irma Verhoeff        | Empate                        | World Vale Tudo Championship 9  | 27 de septiembre de 1999 | 1      | 15:00  | Aruba               |                                                                      |